# Patrick Russell
Patrick Russell (Edimburgo, 6 de fevereiro de 1726 — Londres, 2 de julho de 1805) foi um médico e naturalista escocês.

## Vida
Ele era filho de um conhecido advogado de Edimburgo, John Russell. Seu meio-irmão Alexander Russell (c. 1715-1768) também foi um médico e naturalista que escreveu uma história natural de Aleppo (publicado em 1756) e trabalhou lá como médico da Levantine Trading Company. Patrick Russell também estudou medicina em Edimburgo, recebeu seu doutorado em 1750 e se juntou a seu irmão em Aleppo. Quando retornou à Inglaterra em 1753, assumiu seu cargo em Aleppo. Ele relatou a seu irmão sobre epidemias de peste em Aleppo (e sobre precursores da vacinação contra varíola na Arábia) e escreveu notas de história natural que seu irmão (que era membro da Royal Society) apresentou à Royal Society. Após a morte de seu irmão, ele publicou uma nova edição de sua história natural de Aleppo (1794). Em 1771 ele retornou à Inglaterra e tornou-se médico em Londres. Lá ele fez conexões com membros da Royal Society e tornou-se Fellow em 1777. Em 1781 mudou-se para a Índia a pedido de sua família, Madras trabalhava, mas estava doente. Ao mesmo tempo, começou a pesquisar a natureza da Índia (em torno de Madras, o Carnatic). Em 1785, a Companhia das Índias Orientais ofereceu-lhe o posto de botânico e naturalista da Sociedade Carnatic após a morte de seu predecessor John Koenig. Em 1791 ele voltou para a Inglaterra. Seu sucessor em Madras foi William Roxburgh.
Na Índia, ele coletou plantas (seu herbário continha 900 espécimes) e estudou cobras, principalmente para identificar cobras venenosas. Ele também realizou experimentos para testar antídotos para picada de cobra. A partir de 1796 publicou uma monografia sobre cobras indianas, com desenhos feitos por ele mesmo. Parte de sua coleção foi para o Museu Madras, uma grande coleção de peles de cobra para o Museu de História Natural de Londres.

A víbora acorrentada Daboia russelii foi nomeada em sua homenagem.